# Großwelsbach
Großwelsbach ist ein Ortsteil der Stadt Bad Langensalza im Unstrut-Hainich-Kreis in Thüringen.

## Geografie
Großwelsbach liegt nördlich von Bad Langensalza an der Landesstraße 1031 nahe der Unstrut in einem landwirtschaftlich geprägten Gebiet. Es gibt kaum Wald in der intensiv genutzten flachwelligen Landschaft. Das Klima ist mild und niederschlagsarm bei meist grundwassernahen Böden. Der Ort wird vom namensgebenden Welsbach durchflossen, der von Kleinwelsbach kommt und 3,4 km weiter südlich des Ortes bei Thamsbrück in die Mühlen betreibende Alte Unstrut mündet.

## Geschichte
Am 12. März 1216 wurde der Ort erstmals urkundlich erwähnt. Der Ort ist ein Kirchdorf eines ehemaligen Rittergutes. Das Kloster Gernrode besaß hier einst ein Nonnenkloster, weshalb es im Ort schon in den vergangenen Jahrhunderten große Landwirtschaftsflächen gab. Hans (von) Berlepsch erwarb damals das Klostergut, und die Familie war lange Zeit Besitzer des Anwesens. Das Rittergut, lange Zeit im Besitz der Familie von Berlepsch, wurde bei einem Brand 1655 schwer beschädigt. Der anschließende Wiederaufbau zog sich bis 1820 hin. 1910 erwarb Karl Wilhelm Schmidt das Gut, in dessen Familienbesitz es bis zur Enteignung 1945 verblieb. Das Herrenhaus präsentierte sich als schlichter klassizistischer Bau. Es wurde im Zuge des Befehls 209 der Sowjetischen Militäradministration 1945 nahezu vollständig abgerissen.
Letztes Zeugnis des einstigen Gutes ist der spätgotische gedrungene Rundturm an der Straße nach Kleinwelsbach.
Großwelsbach gehörte bis 1815 zum kursächsischen Amt Langensalza und nach seiner Abtretung an Preußen von 1816 bis 1944 zum Landkreis Langensalza in der Provinz Sachsen.
Am 8. März 1994 wurde der Ort in Bad Langensalza eingemeindet.

## Ortsteilbürgermeister
Der Ortsteilbürgermeister von Großwelsbach ist Horst-Günter Aurin.

## Kultur und Sehenswürdigkeiten
- Die St.-Blasii-Kirche mit ihrem Wehrturm aus dem Jahre 1503. Das genaue Baudatum der Kirche ist unbekannt.[2]